# Thủy Thượng

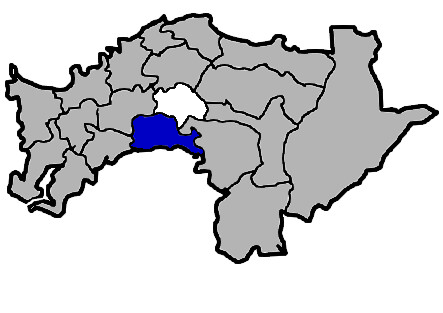
Vị trí tại huyện Gia Nghĩa

Thủy Thượng (tiếng Trung: 水上鄉; bính âm: Shuǐshàng Xiāng) là một hương (xã) của huyện Gia Nghĩa, tỉnh Đài Loan, Trung Hoa Dân Quốc (Đài Loan). Hương nằm trên lưu vực sông Bát Chượng của vùng đồng bằng Gia Nam. Hương có chí tuyến bắc đi qua và có một đài thiên văn học. Tổng diện tích của Thủy Thượng là 69,1198 km², dân số vào tháng 8 năm 2011 là 51.849 người thuộc 17.455 hộ gia đình, mật độ cư trú đạt 750,1 người/km².